# Calpulalpan
Calpulalpan è una città dello stato di Tlaxcala, nel Messico centrale, capoluogo della omonima municipalità.
La municipalità conta 44.807 abitanti (2010) e ha un'estensione di 254,82 km².